# Swakoppforte-Damm
Der Swakoppforte-Damm, englisch Swakoppforte oder Swakoppoort Dam (poort bedeutet Pforte in Afrikaans), ist ein Staudamm in Namibia.

## Beschreibung
Der Damm liegt rund 50 Kilometer westlich von Okahandja. Der Swakoppforte-Damm wurde 1978 als Bogenstaumauer fertiggestellt. Sein Stausee hat ein Fassungsvermögen von rund 63,489 Millionen m³. Das Einzugsgebiet hat eine Größe von etwa 8400 km². Er ist einer von drei Dämmen, die u. a. die Hauptstadt Windhoek mit Trinkwasser versorgen.
Bereits ab 1955 setzte sich der Windhoeker Bürgermeister Peter Falk intensiv für den Bau ein.
Der Swakoppforte-Damm wird durch den Swakop und den Überlauf des Von-Bach-Damms gespeist und liegt am Rande des Khomashochlandes. Pumpanlagen ermöglichen einen Wassertransfer in den Von-Bach-Damm.